# Kostel svatého Bartoloměje (Divišov)
Kostel svatého Bartoloměje v Divišově je farní kostel divišovské římskokatolické farnosti, se vstupem z Horního náměstí a stojícím z části na Tyršově náměstí, jehož je dominantou. Správcem kostela je ThDr. Miloslav Kněz.

## Historie
Divišovský kostel, který byl poprvé v literatuře uveden v roce 1350, byl původně klasickou gotickou stavbou inspirovanou tehdejší španělskou architekturou. V roce 1742 kostel vyhořel a rozsáhlým požárem byly zničeny dokonce i kostelní zvony. Tři roky po této události městští konšelé nechali kostel přestavět v pozdně barokním slohu a byl ulit nový zvon, jejž pojmenovali Bartoloměj. Vysoká věž vystupující jako rizalit ze západního vstupního průčelí byla dokončena až roku 1793.

## Popis objektu

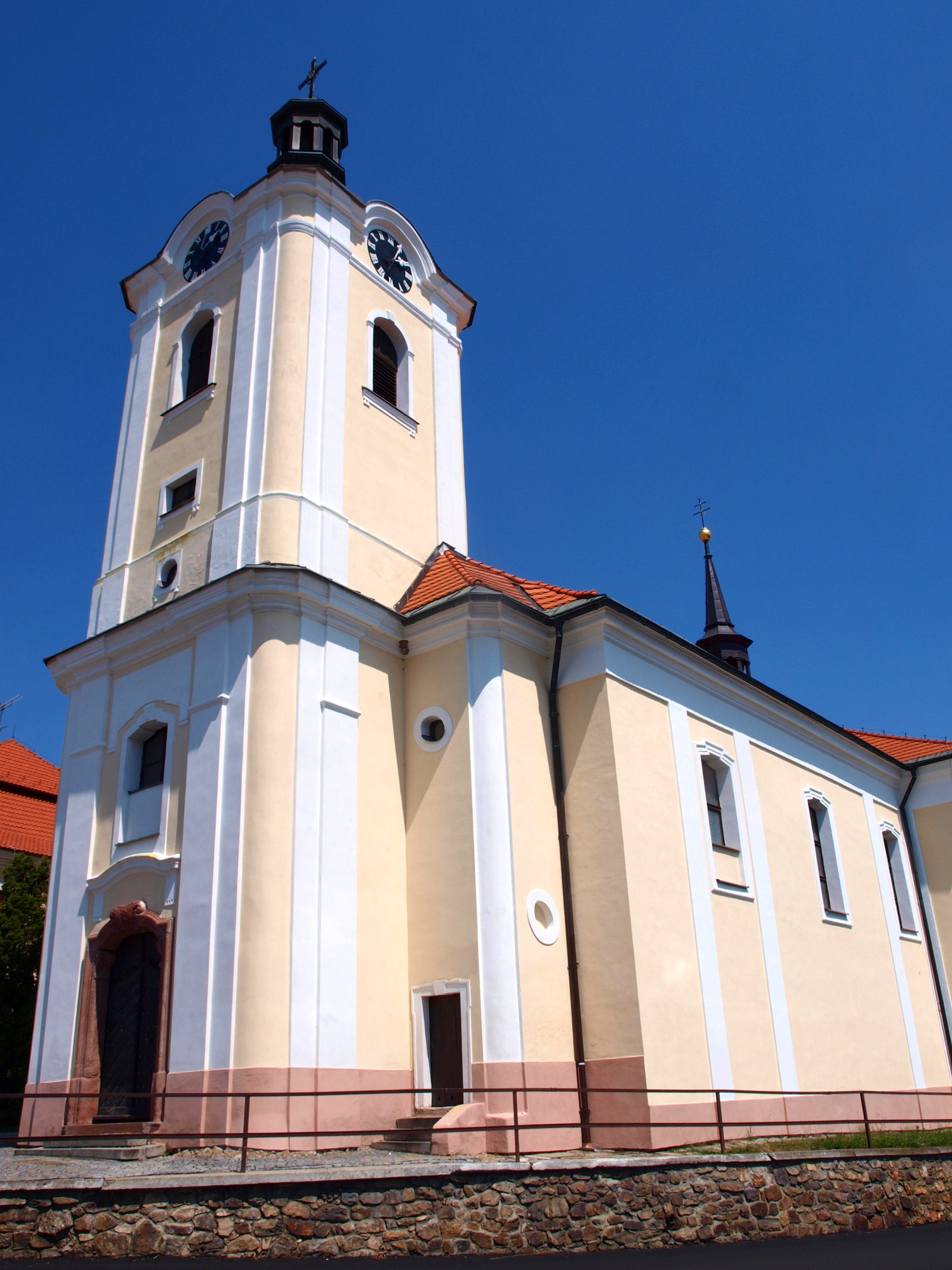
Jižní strana kostela

Barokní kostel je jednolodní s presbytářem ukončeným segmentově a s obdélnými přístavky (oratoř a sakristie). Kostelní loď má strop s fabionem, presbytář sklenutý plackou a v závěru lunetami. Vnitřní zařízení bylo sem dáno z jiných kostelů, kapliček a chrámů (např. z Karlova chrámu v Praze raně barokní sloupový oltář, v nástavku s kopií Madony Ara coeli z roku 1760, sloupový pozlacený oltář sv. Kříže z roku 1687 a sloupový oltář sv. Václava z roku 1661; z chrámu sázavského kláštera rámový oltář sv. Prokopa s velkolistým akantem, z doby kolem roku 1700).

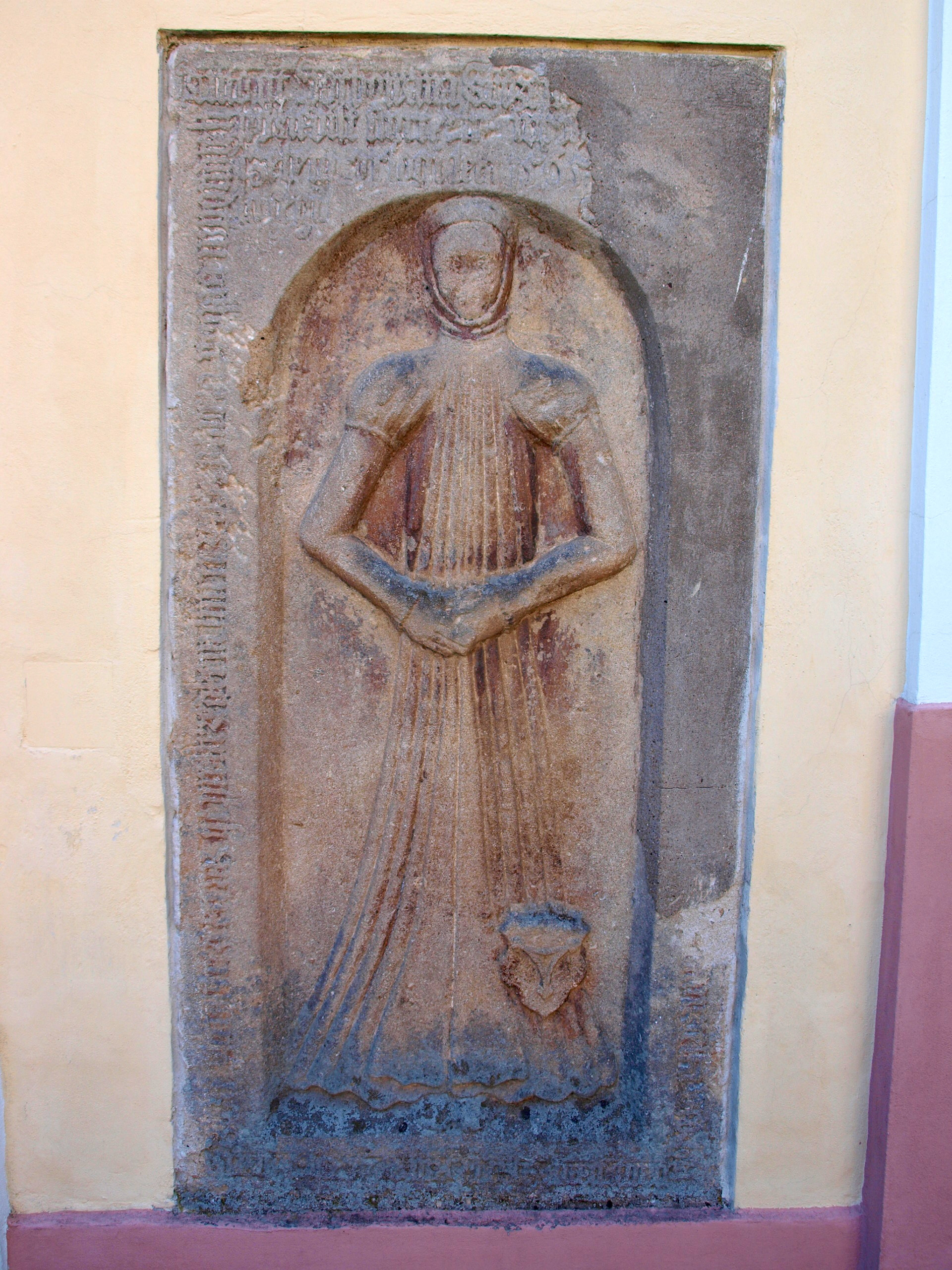
Náhrobek jedné z paní z Říčan

Dřevěná kazatelna je z roku 1751. Tehdejší barokní kazatelny převzaly polygonální formu pozdně gotických a renesančních ambon a zachovaly také tradiční rozdělení na řečniště s vchodem zpravidla ze strany a na vlastní stříšku, na níž vrcholila plastická výzdoba. Řečniště je architektonicky členěno pilastry a sloupky, dále zdobeno plastikami a reliéfy. Na vypouklém řečništi je mezi válečnými trofejemi a rokajovou výzdobou plastický alianční znak majitelů českošternberského panství Františka Antonína z Rogendorfu a Barbory Marie, rozené z Götzenu. Barokní sošky nad zpovědnicí a na pilířích kruchty jsou z první čtvrtiny 18. století. Na vnější stěně sakristie jsou zasazeny tři hluboce sešlapané figurální náhrobníky. Na jednom je postava rytíře se šternberským znakem, na zbylých dvou ženské postavy se znakem roku pánů z Říčan. Pocházejí z konce 16. století.

## Zajímavosti
Ve zdejším kostele se nachází rodinná hrobka Šternberků, neboť tento rod má původ v Divišově. V kryptě kostela je mimo jiné pochována Eliška (Alžběta z Dubé) sestra krále Jiřího z Poděbrad, manželka Jiřího Holického ze Šternberka, který vlastnil nedaleký hrad Český Šternberk. Eliška zemřela v roce 1468 ve věku 50 let.